# بني عيش
قرية بني عيش هي إحدى القرى التابعة لمركز جرجا بمحافظة سوهاج في جمهورية مصر العربية. حسب إحصاءات سنة 2006، بلغ إجمالي السكان في بني عيش 4890 نسمة، منهم 2500 رجل و2390 امرأة.